# Venerdì Santo (de Torres)
Venerdì Santo (Viernes Santo) è un dipinto a olio e tempera su tela dell’artista spagnolo Julio Romero de Torres, realizzato dopo il 1914. L’opera è attualmente conservata al museo di belle arti di Cordova.

## Storia
Il quadro appartenne alla collezione d’arte di Ángel Avilès Merino e nel 1922, due anni prima di morire, egli decise di donarlo al museo di belle arti cordovese.

## Descrizione
Il dipinto raffigura una donna vestita a lutto con un velo nero sulla testa. Con la mano destra ella fa un gesto di benedizione, mentre con la sinistra solleva un rosario. Dalla finestra si nota uno sfondo paesaggistico con una pianura e una montagna sotto un cielo azzurro. Il titolo rimanda al Venerdì Santo, uno dei giorni della Settimana Santa (quello della Crocifissione di Gesù).

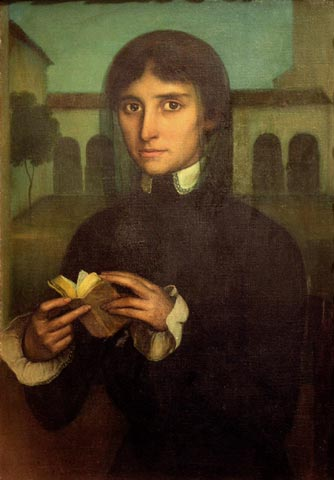
Amore mistico, 1914

Questa iconografia, che rappresenta l’amore mistico, si ritrova in altre opere dell’artista, come Amore mistico del 1914, Amor mistico e amor profano o il sesto pannello del polittico Il poema di Cordova, che simboleggia il lato religioso della città andalusa.
Si pensa che la modella che posò per quest’opera possa essere o Rafaela Ruiz o Socorro Miranda, dato che entrambe lavorarono per Julio Romero durante questa fase della sua carriera artistica.